# Aríñez
Aríñez (oficialmente Ariñiz/Aríñez) es un concejo del municipio de Vitoria, en la provincia de Álava, País Vasco (España).

## Toponimia
En el año 1025 en la Reja de San Millán, consta como Ariniz.En 1521 aparece documentado como Ariñez y en 1700 como hermandad de Ariñez. En 2014 la comisión de onomástica de Euskaltzaindia aprueba la denominación de Ariz en euskera,tras investigaciones toponímicas realizadas.

## Geografía física
Aríñez se encuentra 8,5 km al oeste de Vitoria, junto a la carretera N-102, un ramal de la autovía A-1 (Madrid-Irún) que une esta carretera con el sur de Vitoria, y forma parte de la Zona Rural Suroeste de Vitoria. 
| Noroeste: Villodas          | Norte: Margarita (Álava) | Nordeste: Zuazo de Vitoria |
| Oeste: Nanclares de la Oca  |                          | Este: Gomecha              |
| Suroeste: Subijana de Álava | Sur: Zumelzu             | Sureste: Esquibel          |

## Historia

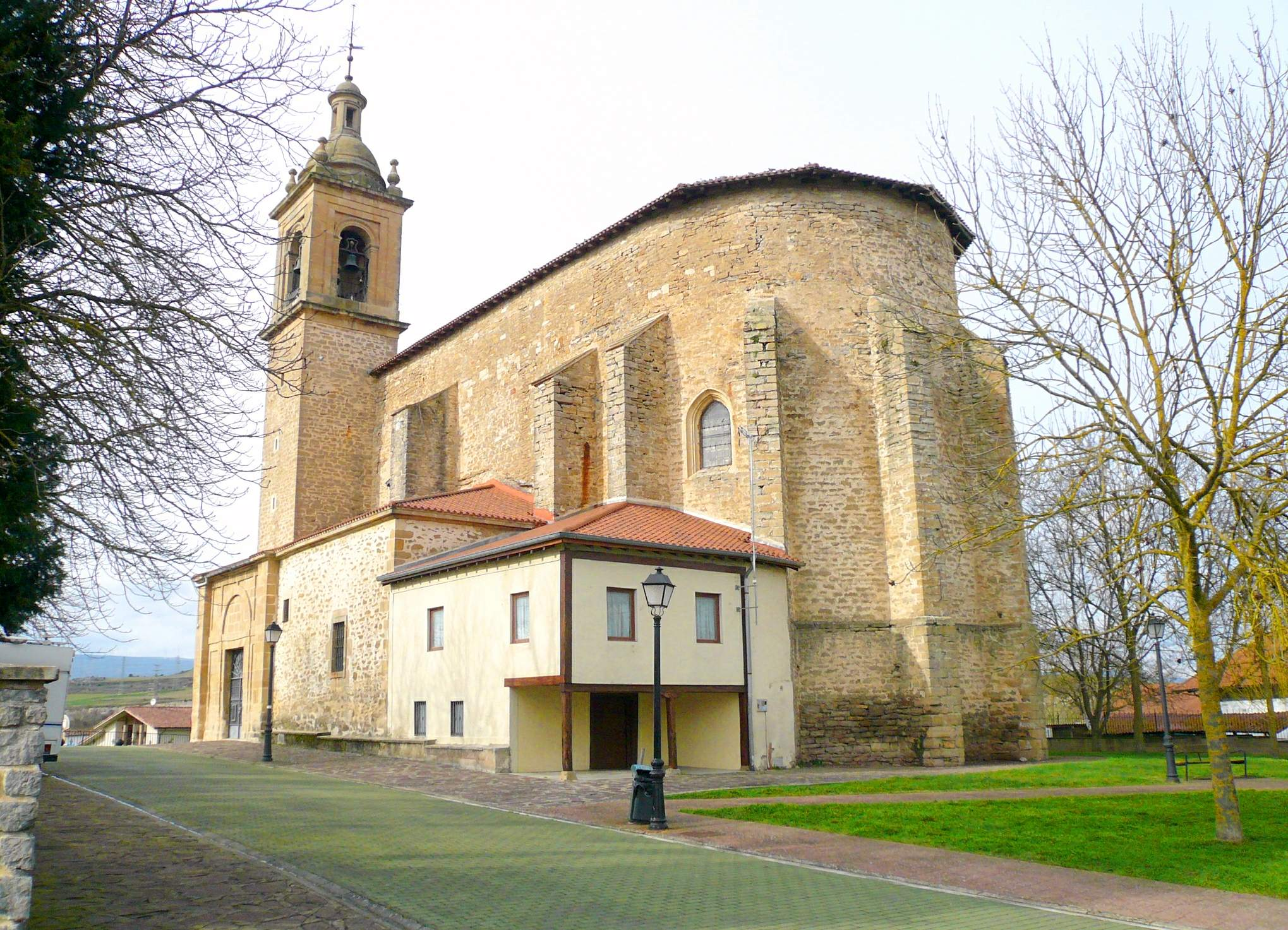
Iglesia de San Julián y Santa Basilisa

El concejo anteriormente era un municipio alavés, que estaba formado por los pueblos de Aríñez, Margarita y Esquíbel. Era heredero de la antigua Hermandad de Aríñez que agrupaba a estas tres aldeas durante el Antiguo Régimen y que estaba integrado en la Cuadrilla de Mendoza.
En sus alrededores, han tenido lugar destacados episodios históricos como el combate de Inglesmendi en 1367 o la parte central de la batalla de Vitoria de 1813.
En 1928 el municipio pasó a formar parte del de Vitoria. En el momento de su fusión contaba con aproximadamente 300 habitantes.

## Geografía humana

### Demografía
| Gráfica de evolución demográfica de Aríñez entre 1842 y 1920 |
| |
| Población de derecho según los censos de población del INE Población de hecho según los censos de población del INEEntre el censo de 1930 y el anterior, este municipio desaparece porque se integra en el municipio 01059 (Vitoria) |

En 2018 el concejo contaba con una población de 127 habitantes según el padrón municipal de habitantes del Ayuntamiento de Vitoria
| Gráfica de evolución demográfica de Aríñez entre 2000 y 2017 |
|                                                              |
| Población de derecho según los censos de población del INE.  |

## Cultura

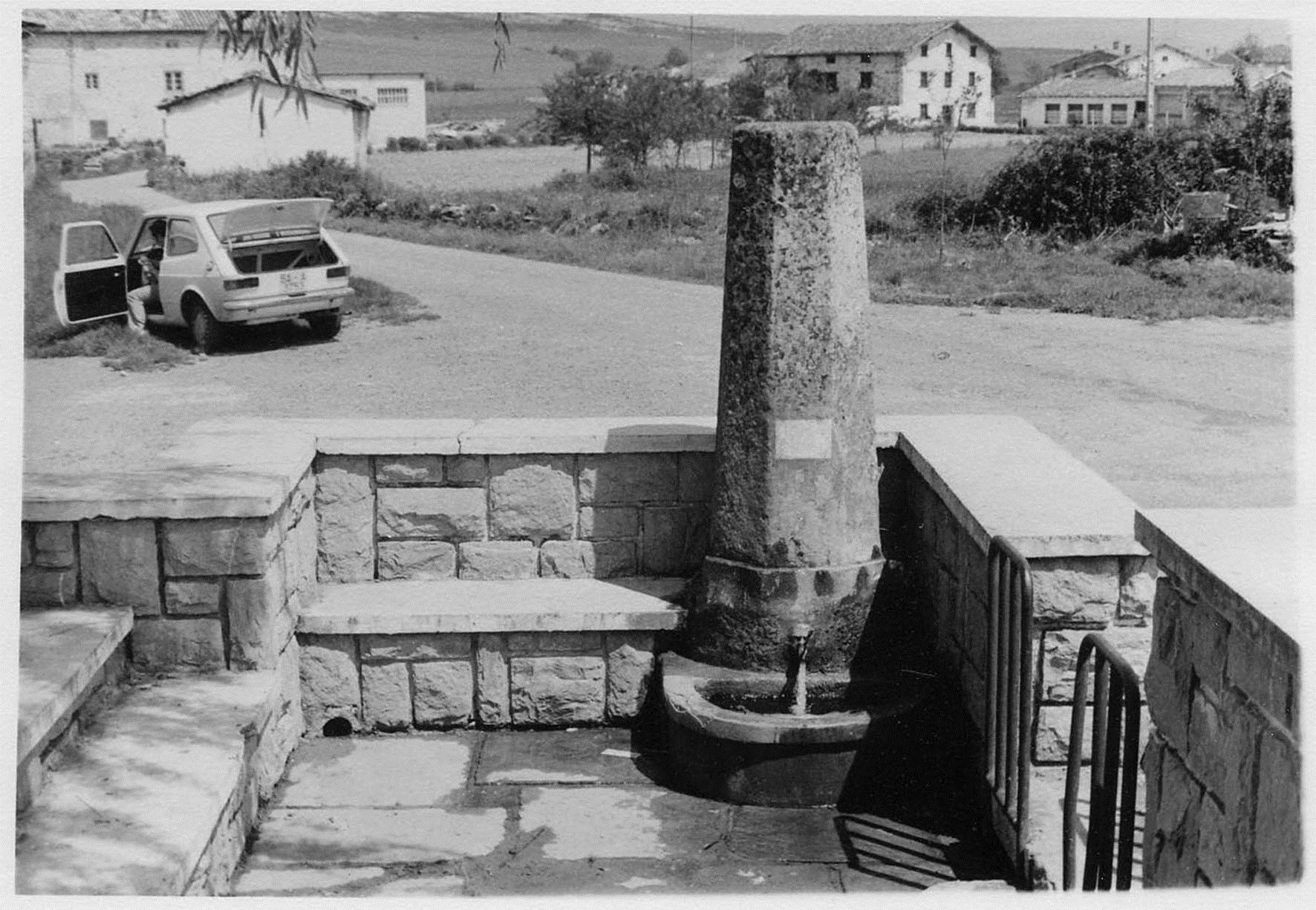
Fuente de agua de Ariñez

### Patrimonio material
- Iglesia Parroquial de San Julián y Santa Basilisa. Construida entre los ss. XVI y XVIII, combina estilo renacentista y barroco.[9]
- Frontón. Instalación habilitada en la trasera del templo parroquial. Una de las soluciones practicadas por numerosos pueblos alaveses para aprovechar las paredes y pórticos de las iglesias e instalar de modo económico y práctico la pista o cancha para el juego de la pelota a mano.[10]
- Juego de bolos. Instalación cubierta erigida por el Concejo y vecinos de Ariñez para la práctica deportiva de juego de bolos en la modalidad de palma de cuatro de la Llanada o "alavesa". Se localiza en el centro neurálgico de Ariñez, frente a la iglesia parroquial y aneja a la casa del Concejo.[11]
- Fuente abrevadero (desaparecida). Antigua fuente de abastecimiento de agua para la población. Fue desmantelada a raíz de unas obras en el entorno.[12]

### Patrimonio inmaterial
- Las fiestas patronales se celebran el 9 de enero.[13]
- Fiestas del día de Santo Tomás el 21 de diciembre.